# Liste der Landesstraßen in Baden-Württemberg ab der L 500

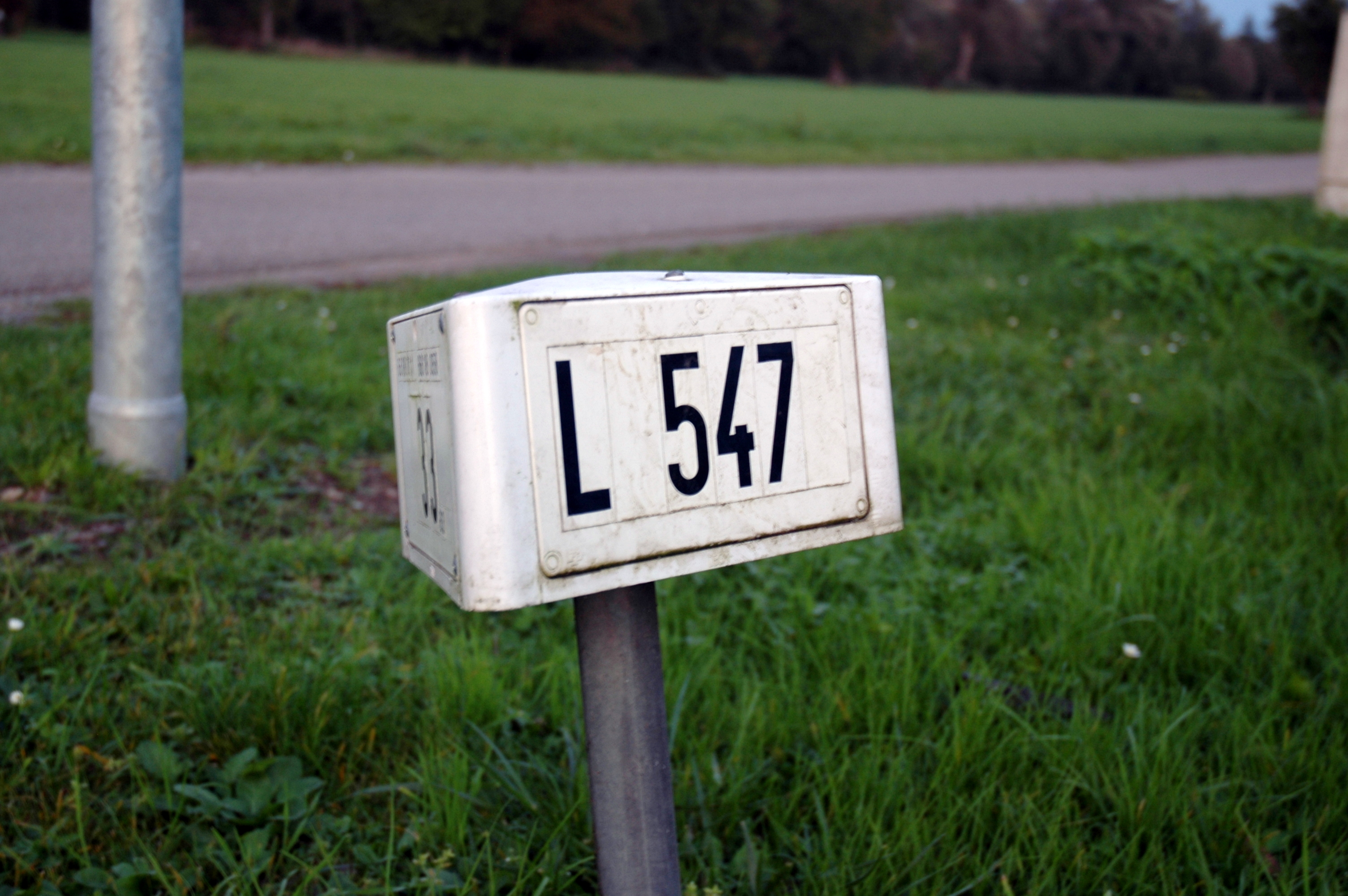
Stationszeichen der Landesstraße L 547 bei Wiesloch

Diese Liste enthält die Landesstraßen in Baden-Württemberg ab der L 500. Es sind die Landesstraßen im ehemaligen Regierungsbezirk Nordbaden und in dessen unmittelbar angrenzenden Gebieten.
Diese Seite enthält die Landesstraßen bis zur L 723. Die weiteren Landesstraßen stehen auf den folgenden Seiten:
- Liste der Landesstraßen in Baden-Württemberg ab der L 67
- Liste der Landesstraßen in Baden-Württemberg ab der L 230
- Liste der Landesstraßen in Baden-Württemberg ab der L 1000
- Liste der Landesstraßen in Baden-Württemberg ab der L 1200
- Liste der Landesstraßen in Baden-Württemberg ab der L 2000

## Liste
Nicht vorhandene bzw. nicht nachgewiesene Landesstraßen sind kursiv gekennzeichnet, ebenso Straßen und Straßenabschnitte, die unabhängig vom Grund (Herabstufung zu einer Kreis- oder Gemeindestraße oder Höherstufung) keine Landesstraßen mehr sind.
Der Straßenverlauf wird in der Regel von Nord nach Süd und von West nach Ost angegeben.
| Nr.    | Verlauf |
| ------ | --- |
| L 504a | L 509 in Külsheim – in Tauberbischofsheim |
| L 506a | L 2310 in Wertheim – Wertheim-Waldenhausen – Wertheim-Reicholzheim – L 509 in Wertheim-Bronnbach – Werbach-Gamburg – Werbach-Niklashausen – L 2297 in Werbach – Tauberbischofsheim-Impfingen – in Tauberbischofsheim |
| L 507a | (St 507 in Bayern) – Landesgrenze – Wertheim-Sonderriet – Wertheim-Nassig – L 508 in Wertheim-Ödengesäß |
| L 508a | (St 508 in Bayern) – Landesgrenze – L 2310 in Wertheim – Wertheim-Wartberg – Wertheim-Reinhardshof – Wertheim-Vockenrot – L 507 in Wertheim-Ödengesäß – Külsheim-Denkmalsiedlung – Külsheim-Hundheim – Külsheim-Steinbach – L 509 – Külsheim-Steinfurt – Hardheim-Rüdental – Hardheim-Neumühle – L 521 in Hardheim – in Hardheim |
| L 509a | L 506 in Wertheim-Bronnbach – L 504 in Külsheim – L 508 |
| L 511a | (St 511 in Bayern) – Landesgrenze – Wittighausen-Oberwittighausen – Wittighausen-Unterwittighausen – Grünsfeld-Zimmern – L 512 in Grünsfeld – Grünsfeld-Riedmühle – in Gerlachsheim – in Lauda-Königshofen-Lauda – Oberlauda – L 578 |
| L 512a | in Tauberbischofsheim-Distelhausen – L 511 in Grünsfeld |
| L 513a | in Boxberg-Schweigern – Boxberg-Nickelstein – Boxberg-Talmühle – Boxberg-Bobstadt – L 514 in Assamstadt – Krautheim-Horrenbach – Krautheim-Schneidmühle – L 1025 in Krautheim-Klepsau |
| L 514a | in Hardheim – L 577 in Hardheim-Bretzingen – Hardheim-Erfelder Mühle – Hardheim-Erfeld – Hardheim-Hundsrück – L 579 in Hardheim-Gerichtstetten – L 1095 in Ahorn-Berolzheim – Ahorn-Schillingstadt – Boxberg-Schwabhausen – Boxberg-Windischbuch – Assamstadt-Wustsiedlung – L 513 in Assamstadt – Bad Mergentheim-Lustbronn – Bad Mergentheim-Althausen – Bad Mergentheim-Neunkirchen – in Bad Mergentheim-Ottenklinge |
| L 515a | L 1095 in Osterburken-Kalkofen/Osterburken-Kastell – – Ravenstein-Merchingen – Ravenstein-Ballenberg – Krautheim-Mühle – Krautheim-Oberndorf – Krautheim-Neunstetten – L 1025 in Krautheim – Krautheim-Altkrautheim – Krautheim-Unterginsbach – Krautheim-Oberginsbach – in Ingelfingen-Stachenhausen |
| L 518a | (St 2309 in Bayern) – Landesgrenze – Walldürn-Gottersdorf – in Walldürn – Walldürn-In den Kalköfen – L 522 – L 579 in Walldürn-Altheim – Walldürn-Kudacherhof – Walldürn-Untermühle – Rosenberg-Sindolsheim – Rosenberg – L 1095 |
| L 519a | L 585 in Buchen (Odenwald) – in Buchen (Odenwald) – Buchen (Odenwald)-Bödigheim – L 583 in Seckach – Seckach-Kinder- und Jugenddorf Klinge – Seckach-Zimmern – in Adelsheim – L 1095 in Adelsheim |
| L 520a | /L 584 – Waldhausen – L 520a – Limbach-Heidersbach – Seckach-Großeicholzheim – Schefflenz-Kleineicholzheim – in Schefflenz-Oberschefflenz |
| L 520a | L 520 in Limbach-Heidersbach – in Limbach-Heidersbach |
| L 521a | (St 521 in Bayern) – Landesgrenze – Hardheim-Breitenau – Hardheim-Wohlfahrtsmühle – L 508 in Hardheim |
| L 522a | L 582 in Buchen (Odenwald) – in Buchen (Odenwald) – Buchen (Odenwald)-Hettingen – Buchen (Odenwald)-Rinschheim – L 518 |
| L 523a | L 585 in Mudau – L 524/L 585 in Mudau – Mudau-Oberlangenelz – L 615 in Mudau-Langenelz – Mudau-Unterlangenelz – |
| L 524a | L 2311 in Eberbach – Eberbach-Unterdielbach – L 634 in Waldbrunn-Oberdielbach – Waldbrunn-Strümpfelbrunn – L 589 in Waldbrunn-Mülben – L 525 in Limbach-Wagenschwend – Mudau-Tannhalde – Mudau-Oberscheidental – L 523/L 585 in Mudau |
| L 525a | L 524 in Limbach-Wagenschwend – L 584 in Fahrenbach-Robern – Fahrenbach – Mosbach-Sattelbach – L 589 – / in Mosbach |
| L 526a | in Schefflenz-Oberschefflenz – Schefflenz-Mittelschefflenz – L 1099 in Schefflenz-Unterschefflenz – Schefflenz-Kelchenmühle – Billigheim-Katzental – L 586 in Billigheim – L 527 in Billigheim – L 587 in Billigheim-Allfeld – L 720 – L 1096 |
| L 527a | L 634 in Neckargerach – Mosbach-Reichenbuch – Mosbach-Nüstenbach – (Abzweig nach – Mosbach-Diedesheim – Mosbach-Neckarelz) – / in Mosbach – Mosbach-Bergfeld – L 587 in Billigheim-Sulzbach – L 526 in Billigheim – Billigheim-Schmelzenhof – Möckmühl-Metzgersgrund – Möckmühl-Bittelbronn – L 1095 in Möckmühl |
| L 528a | L 588 in Haßmersheim-Staustufe Gundelsheim – Bad Rappenau-Heinsheim – Bad Wimpfen-Bahnwärterhaus – L 530 in Bad Wimpfen-Wimpfen am Berg |
| L 529a | L 530 in Hüffenhardt – L 590 in Hüffenhardt – Haßmersheim-Einöd – L 588 in Haßmersheim |
| L 530a | in Helmstadt-Bargen-Helmstadt – Helmstadt-Bargen-Flinsbach – Helmstadt-Bargen-Bargen – Bad Rappenau-In der Au – Bad Rappenau-Wollenberg – Bad Rappenau-Neumühle – Hüffenhardt-Hüttigsmühle – L 529 in Hüffenhardt – Siegelsbach – Siegelsbach-Erlenhof – L 549 in Bad Rappenau-Babstadt – L 549 in Bad Rappenau – L 528 in Bad Wimpfen-Wimpfen am Berg – L 1107 in Bad Wimpfen-Wimpfen am Berg – L 1100 in Bad Wimpfen-Wimpfen im Tal |
| L 531a | – in Dossenheim |
| L 532a | in Meckesheim-Meckesheimer Cent – L 547 in Mauer – in Mauer – in Wiesenbach – Wiesenbach-Langenzell – Lobbach-Biddersbacher Hof – Lobbach – L 595 in Lobbach-Waldwimmersbach – Reichartshausen – L 590 in Aglasterhausen |
| L 534a | in Heidelberg-Neuenheim – Heidelberg-Ziegelhausen – Heidelberg-Bärenbach – Neckargemünd-Haide – / in Neckargemünd-Kleingemünd |
| L 535a | (L 535 in Hessen) – Landesgrenze – Heiligkreuzsteinach-Haumühle – Heiligkreuzsteinach – Heiligkreuzsteinach-In der Au – L 536 in Schönau-Altneudorf – Schönau – Schönau-Lindenbach – Landesgrenze – (L 535 in Hessen) |
| L 536a | L 597 in Ladenburg – Ladenburg-Neugraben – – in Schriesheim – Schriesheim-Branich – L 536a in Schriesheim-Ludwigstal – Stammberg – L 596a – L 596 in Wilhelmsfeld-Schriesheimer Hof – Wilhelmsfeld – Wilhelmsfeld-Unterdorf – Wilhelmsfeld-Neumühle – L 535 in Schönau-Altneudorf |
| L 536a | in Schriesheim – L 536 in Schriesheim-Ludwigstal |
| L 538a | in Mannheim-Neckarstadt-West – Mannheim-Neckarstadt-Ost/Mannheim-Wohlgelegen – in Mannheim-Feudenheim – L 542 in Ilvesheim |
| L 541a | L 597 in Ilvesheim – L 631 in Heddesheim – in Heddesheim – in Hirschberg an der Bergstraße-Großsachsen |
| L 542a | in Mannheim-Rheinau – Mannheim-Casterfeld – in Mannheim-Pfingstberg – Mannheim-Hochstätt – L 637 in Mannheim-Seckenheim – L 538 in Ilvesheim – L 597 in Ladenburg |
| L 543a | in Plankstadt-Antoniusquartier – Plankstadt – Eppelheim – Heidelberg-Pfaffengrund – Heidelberg-Bahnstadt – in Heidelberg-Bergheim |
| L 544a | L 630 in Oftersheim – in Oftersheim-Hardtwaldsiedlung |
| L 546a | L 560 in Neulußheim – Altlußheim-Biolandhof Merz – L 599 in Reilingen – St. Leon-Rot-Lußhardthof – St. Leon-Rot-St. Leon – St. Leon-Rot-Rot – L 598 – L 628 in St. Leon-Rot-Rot – St. Leon-Rot-Albertushof – Malsch-Kahlbachhof – in Malsch – Malsch – in Mühlhausen |
| L 547a | L 594 in Wiesloch – L 612 in Wiesloch-Altwiesloch – Wiesloch-Baiertal – Wiesloch-Maisbachhof – Wiesloch-Schatthausen – Wiesloch-Rouvenhof – in Mauer-Übersee |
| L 549a | in Meckesheim – Eschelbronn – Neidenstein – in Waibstadt – in Waibstadt-Michelbach – Neckarbischofsheim – Neckarbischofsheim-Helmhof – Neckarbischofsheim-Untergimpern – Bad Rappenau-Zementwerk – Bad Rappenau-Talmühle – Bad Rappenau-Obergimpern – L 530 in Bad Rappenau-Babstadt – L 530 in Bad Rappenau – Bad Rappenau-Wackerhof – L 1107 in Bad Rappenau-Fürfeld |
| L 550a | in Sinsheim – in Sinsheim – Sinsheim-Weiler – Sinsheim-Kreuzäcker – Sinsheim-Hilsbach – Eppingen-Adelshofen – L 552 in Eppingen-Reiterhof |
| L 551a | in Angelbachtal-Eichtersheim – Angelbachtal-Michelfeld – Angelbachtal-Waldangelloch – L 552 in Eppingen-Elsenz |
| L 552a | in Ubstadt-Weiher-Stettfeld – Ubstadt-Weiher-Zeutern – L 635 in Östringen-Odenheim – Östringen-Tiefenbach – L 551 in Eppingen-Eppingen – Eppingen-Elsenztalsiedlung – L 550 in Eppingen-Reiterhof – in Eppingen |
| L 553a | L 554 – L 635 in Kraichtal-Menzingen – Kraichtal-Landshausen – Eppingen-Rohrbach am Gießhübel – |
| L 554a | in Ubstadt-Weiher-Ubstadt – Ubstadt-Weiher-Erlenhof – Kraichtal-Unteröwisheim – Kraichtal-Münzesheim – L 553 – Kraichtal-Hofladen Lepp – L 618 in Kraichtal-Gochsheim – Bretten-Hagenmühle – Oberderdingen-Holsteinhof – Oberderdingen-Flehingen – – L 593 in Oberderdingen – L 1103 in Oberderdingen |
| L 555a | /L 602 in Philippsburg-Huttenheim – Philippsburg – Philippsburg-Engelsmühle – L 560 in Waghäusel-Wiesental – Oberhausen-Rheinhausen-Oberhausen – Waghäusel – L 556 in Waghäusel-Kirrlach – Kronau – / in Bad Schönborn-Bad Langenbrücken |
| L 556a | L 555 in Waghäusel-Kirrlach – L 638 in Waghäusel-Wiesental – Hambrücken – in Forst |
| L 558a | in Linkenheim-Hochstetten-Reitanlage Hubertushof – Linkenheim-Hochstetten-Forsthaus – Stutensee-Friedrichstal – L 560 – Bruchsal-Heck – Bruchsal-Büchenau – in Bruchsal |
| L 559a | (L 549 in Rheinland-Pfalz) – Landesgrenze – Rhein () – in Eggenstein-Leopoldshafen-Leopoldshafen – L 560 in Stutensee-Blankenloch – in Weingarten (Baden) – in Walzbachtal-Jöhlingen |
| L 560a | /L 723 in Hockenheim-Mörschhof – L 546 in Neulußheim – L 555 in Oberhausen-Rheinhausen-Oberhausen – L 555 in Waghäusel-Wiesental – L 638 – Waghäusel-Am Schönborner Jagdhaus – – … – L 558 – L 559 in Stutensee-Blankenloch – L 604 in Karlsruhe-Waldstadt-/Karlsruhe-Hagsfeld – Karlsruhe-Rintheim – in Karlsruhe-Oststadt |
| L 561a | in Karlsruhe-Innenstadt-West – Karlsruhe-Südtangente – Karlsruhe-Südweststadt – Karlsruhe-Südstadt – Karlsruhe-Dammerstock – in Karlsruhe-Rüppurr – in Ettlingen-Am See |
| L 562a | in Ettlingen-Unter dem Linsenbuckel – L 613 in Ettlingen – L 609 in Ettlingen – L 564 in Ettlingen – Waldbronn-Reichenbach – L 622/L 623 in Karlsbad-Langensteinbach – Karlsbad-Auerbach – L 339 in Keltern-Ellmendingen – Keltern-Dietlingen – Keltern-Reihelberg – in Pforzheim-Brötzingen – in Pforzheim-Brötzingen – Pforzheim-Rotplatte – Pforzheim-Sonnenberg – Pforzheim-Sonnenhof – Pforzheim-Büchenbronn – L 338 in Engelsbrand-Baumschulhof – L 343 in Engelsbrand – Salmbach – L 343 in Schömberg-Langenbrand                         |
| L 563a | in Pfinztal-Kleinsteinbach – Karlsbad-Untermutschelbach – Karlsbad-Mutschelbach – L 623 in Karlsbad-Langensteinbach |
| L 564a | L 562 in Waldbronn-Busenbach – Waldbronn-Neurod – Karlsbad-Am Fischweier – Marxzell-Gertrudenhof – L 565 in Marxzell – Marxzell-Frauenalb – Bad Herrenalb-Steinhäusle – Bad Herrenalb-Kullenmühle – Bad Herrenalb – L 340 in Bad Herrenalb – Bad Herrenalb-Rennberg – Loffenau-Käppele – Loffenau – L 78 in Gernsbach |
| L 565a | L 564 in Marxzell – Straubenhardt-Holzbachtal – L 622 in Straubenhardt-Langenalb – Straubenhardt-Conweiler – L 339 in Straubenhardt-Schwann – L 338 in Neuenbürg – in Birkenfeld – in Pforzheim – |
| L 566a | (L 556 in Rheinland-Pfalz) – Rhein () – Landesgrenze – L 78a in Rheinstetten-Neuburgweier – Rheinstetten-Mörsch – in Rheinstetten-Forchheim – in Rheinstetten-Mörsch – /L 607 in Ettlingen |
| L 570a | in Remchingen-Wilferdingen – L 571 in Königsbach-Stein-Königsbach – L 611 in Königsbach-Stein-Königsbach – Kämpfelbach-Bilfingen – Kämpfelbach-Ersingen – Ispringen – in Pforzheim-Nordstadt |
| L 571a | – Walzbachtal-Wössingen – L 570 in Königsbach-Stein-Königsbach |
| L 571a | – L 571 in Walzbachtal-Wössingen |
| L 572a | in Pforzheim-Südstadt/Pforzheim-Südweststadt – Pforzheim-Würm – Pforzheim-Liebeneck – L 573 in Tiefenbronn – Tiefenbronn-Mühlhausen – Weil der Stadt-Frohnmühle – L 1179/L 1182 in Weil der Stadt-Hausen an der Würm |
| L 573a | L 1175 – L 572 in Tiefenbronn – Neuhausen-Steinegg – Neuhausen-St. Wendelberg – L 573 Neuhausen – L 343 in Bad Liebenzell-Unterhaugstett |
| L 574a | in Pforzheim-Südweststadt – Pforzheim-Dillweißenstein – Pforzheim-Huchenfeld – Pforzheim-Hohenwart – Neuhausen-Schellbronn – L 573 in Neuhausen |
| L 575a | (Jetzt K 2879) L 2310 in Wertheim-Rosenmühle – Freudenberg-Boxtal – Freudenberg-Sägmühlen – Freudenberg-Antoniusmühle – Freudenberg-Blankenmühle – Freudenberg-Wessental – Freudenberg-Nassig Steingasse – L 507 in Freudenberg-Nassig |
| L 577a | / in Walldürn – Verkehrslandeplatz Walldürn – Höpfingen-Fuchsenloch – Höpfingen-Waldstetten – L 514 in Hardheim-Bretzingen |
| L 578a | (St 578 in Bayern) – Landesgrenze – Großrinderfeld-Gerchsheim – Großrinderfeld – in Tauberbischofsheim – L 504 in Tauberbischofsheim-Bahnhof Dittwar – Tauberbischofsheim-Siedlung Heidenkessel – Tauberbischofsheim-Dittwar – L 511 – Lauda-Königshofen-Heckfeld – L 579 in Boxberg-Kupprichhausen |
| L 579a | L 518 in Walldürn-Altheim – L 514 in Hardheim-Gerichtstetten – Ahorn-Buch am Ahorn – Boxberg-Ahornhof – L 578 in Boxberg-Kupprichhausen – Boxberg-Lengenrieden – Boxberg-Oberschüpf – in Boxberg-Unterschüpf – in Boxberg-Talhof – Bad Mergentheim-Dainbach – L 2248 |
| L 582a | L 519/L 585 in Buchen (Odenwald) – L 522 in Buchen (Odenwald) – in Buchen (Odenwald) – Buchen (Odenwald)-Am Weidenbaum – Buchen (Odenwald)-Eberstadt – Osterburken-Bofsheim – Osterburken-Wiesenthalhof – Osterburken-Baumgarten – L 1095 in Osterburken |
| L 583a | L 520 in Seckach-Großeicholzheim – Seckach-Birksiedlung – Seckach-Hagenmühle – L 519 in Seckach |
| L 584a | L 525 in Fahrenbach-Robern – Limbach-Krumbach – L 615 in Limbach – Limbach-Scheringen – /L 520 |
| L 585a | L 2311 – Mudau-Schloßau – L 523 in Mudau – L 523/L 524 in Mudau – Mudau-Rumpfen – Buchen (Odenwald)-Unterneudorf – L 519/L 582 in Buchen (Odenwald) |
| L 586a | L 526 in Billigheim – Billigheim-Waldmühlbach – Roigheim-Mühlbacher Höfe – L 1099 in Roigheim – L 1095 in Roigheim – (Abzweig zur L 1095 in Roigheim) |
| L 587a | //L 615 in Elztal-Dallau – Elztal-Forellenbauer – Elztal-Meertalhof – L 527 in Billigheim-Sulzbach – L 526 in Billigheim-Allfeld |
| L 588a | in Obrigheim – Haßmersheim-Hochhausen – L 529 in Haßmersheim – Haßmersheim-Einöd – Haßmersheim-Neckarmühlbach – L 528 in Haßmersheim-Staustufe Gundelsheim – in Gundelsheim |
| L 589a | L 524 in Waldbrunn-Mülben – Waldbrunn-Weisbach – Mosbach-Lohrbach – Mosbach-Mühle – L 525 |
| L 590a | L 595 in Eberbach-Neckar-Wimmersbach – Schönbrunn-Schwanheim – Schwarzach-Schwarzenbacher Hof – L 633 in Schwarzach-Unterschwarzach – L 532 in Aglasterhausen – in Aglasterhausen – Aglasterhausen-Zellermühle – Aglasterhausen-Daudenzell – Obrigheim-Asbach – Hüffenhardt-Kälbertshausen – L 529 in Hüffenhardt |
| L 592a | in Sinsheim-Steinsfurt – in Sinsheim-Reihen – Ittlingen-Hammberger Hof – Ittlingen – L 1110 in Eppingen-Richen – Gemmingen – /L 1107 |
| L 593a | – Sulzfeld – Sulzfeld-Bildstock – L 1134 in Kürnbach – Kürnbach-Humstermühle – L 554 in Oberderdingen |
| L 594a | in Heidelberg-Rohrbach – L 600 in Heidelberg-Rohrbach – L 600 in Leimen – Nußloch – Nußloch-Maxstollen – Nußloch-Wilhelmsberg – L 594a in Wiesloch – L 547 in Wiesloch – L 723 in Wiesloch – Wiesloch-Frauenweiler – |
| L 594a | in Nußloch-Kreuzhof – Nußloch-Erzwäsche – L 594 in Wiesloch |
| L 595  | in Eberbach – L 590 in Eberbach-Neckar-Wimmersbach – Eberbach-Pleutersbach – Schönbrunn-Allemühl – Schönbrunn – Schönbrunn-Haag – L 532 in Lobbach-Waldwimmersbach |
| L 596a | in Hirschberg an der Bergstraße-Großsachsen – Hirschberg an der Bergstraße-Talsiedlung – Hirschberg an der Bergstraße-Kelterberg – Hirschberg an der Bergstraße-Talwiesen – Weinheim-Heiligkreuz – Weinheim-Rittenweier – Weinheim-Rippenweier – Weinheim-Ursenbacher Höhe – Schriesheim-Ursenbach – Schriesheim-Estenklinge – L 596a in Schriesheim-Ursenbacherhof – Schriesheim-Altenbach – Schriesheim-Röschbach – Wilhelmsfeld-Erlbrunner Höhe – L 596 in Wilhelmsfeld – Heidelberg-Peterstal – L 534 in Heidelberg-Ziegelhausen             |
| L 596a | L 536 – L 596 in Schriesheim-Ursenbacherhof |
| L 597a | in Mannheim-Schönau/Mannheim-Waldhof – Mannheim-Gartenstadt – in Mannheim-Franklin/Mannheim-Käfertal/Mannheim-Vogelstang – Mannheim-Feudenheim/Mannheim-Wallstadt – L 541 in Ilvesheim – L 536 in Ladenburg – L 631 in Ladenburg – L 542 in Ladenburg – Neckar () – Neckarhausen – Edingen-Neckarhausen-Weiherhof – L 637 in Edingen-Neckarhausen-Neu-Edingen – L 637 in Mannheim-Seckenheim – in Mannheim-Friedrichsfeld/Mannheim-Suebenheim – Mannheim-Alteichwald – Mannheim-Bauer Karl – in Schwetzingen-Hirschacker – L 630 in Schwetzingen |
| L 598a | in Heidelberg-Kirchheim – L 600 in Heidelberg-Rohrbach – Sandhausen – Sandhausen-Sandhäuser Hof – in Walldorf – /L 723 in Walldorf – L 546 |
| L 599a | – L 630 – in Brühl – (Abzweig zur in Schwetzingen-Hirschacker) |
| L 600a | in Schwetzingen-Schälzig – L 630 in Schwetzingen-Oststadt – … – L 598 in Heidelberg-Rohrbach – in Heidelberg-Rohrbach – L 594 in Leimen – L 594 in Heidelberg-Rohrbach – Leimen-Lingental – Gaiberg-Kurzer Dobel – Gaiberg – Bammental – Bammental-Reilsheim – |
| L 600a | in Heidelberg-Handschuhsheim – Heidelberg-Neuenheimer Feld – Heidelberg-Neuenheim – in Heidelberg-Bergheim – Heidelberg-Weststadt – Heidelberg-Bahnstadt – in Heidelberg-Kirchheim |
| L 602a | /L 555 in Philippsburg-Huttenheim – Huttenheim – Dettenheim-Rußheim – Dettenheim-Siedlung – Dettenheim-Waldmühle – Dettenheim-Liedolsheim – in Linkenheim-Hochstetten-Hochstetten |
| L 604a | in Eggenstein-Leopoldshafen-Eggenstein – L 560 in Karlsruhe-Hagsfeld/Karlsruhe-Waldstadt |
| L 605a | in Karlsruhe-Kirchfeld – Karlsruhe-Neureut – Karlsruhe-Heide – Karlsruhe-Nordstadt – in Karlsruhe-Innenstadt-West/Karlsruhe-Weststadt – Karlsruhe-Südweststadt – Karlsruhe-Beiertheim – Karlsruhe-Südtangente – Karlsruhe-Bulach – Karlsruhe-Oberreut – in Ettlingen |
| L 607a | /L 566 in Ettlingen – Ettlingen-Bruchhausen – Ettlingen-Ettlingenweier – Ettlingen-Oberweier – Malsch-Sulzbach – L 608 in Malsch – L 67 in Muggensturm |
| L 608a | in Durmersheim – in Malsch-Neumalsch – L 607 in Malsch – L 613 in Gaggenau-Freiolsheim |
| L 609a | L 562 in Ettlingen – Waldbronn-Busenbach – L 623 in Karlsruhe-Palmbach – in Karlsruhe-Palmbach |
| L 611a | L 570 in Königsbach-Stein-Königsbach – L 621 in Königsbach-Stein-Stein – in Neulingen-Bauschlott – Ölbronn-Dürrn-Ölbronn – L 1131/L 1132 in Ölbronn-Dürrn-Erlen |
| L 612a | L 547 in Wiesloch-Altwiesloch – Dielheim – Dielheim-Erlenbachhof – Dielheim-Sommerhof – Dielheim-Horrenberg – Dielheim-Eichholzhof – Sinsheim-Neufeldsiedlung – in Sinsheim-Hoffenheim |
| L 613a | L 562 in Ettlingen – Ettlingen-Spessart – Ettlingen-Schöllbronn – Malsch-Völkersbach – L 608 in Gaggenau-Freiolsheim – Gaggenau-Michelbach – in Gaggenau |
| L 615a | L 523 in Mudau-Langenelz – Limbach-Laudenberg – L 584 in Limbach – Elztal-Muckental – //L 587 in Elztal-Dallau |
| L 617a | (St 2299 in Bayern) – Landesgrenze – L 2310 in Wertheim-Bettingen |
| L 618a | in Bruchsal – in Bruchsal – Heidelsheim – L 554 in Kraichtal-Gochsheim – Oberderdingen-Luisenhof – Zaisenhausen – Zaisenhausen-Mühle – |
| L 621a | L 611 in Königsbach-Stein-Stein – Eisingen – Eisingen-Waldpark – Eisingen-Mulde – in Pforzheim-Nordstadt/Pforzheim-Wolfsberg |
| L 622a | L 562/L 623 in Karlsbad-Langensteinbach – Karlsbad-Taubenbrunnwiesen – Karlsbad-Ittersbach – L 565 in Straubenhardt-Langenalb |
| L 623a | Karlsruhe-Wolfartsweier – Karlsruhe-Grünwettersbach – L 609 in Karlsruhe-Palmbach – Karlsbad-Martinshof – Karlsbad-Geflügelhof Denninger – L 563 in Karlsbad-Langensteinbach – L 562/L 622 in Karlsbad-Langensteinbach |
| L 628a | L 546 in St. Leon-Rot-Rot – |
| L 630a | (L 535 in Rheinland-Pfalz) – Landesgrenze – Brühl-Kollerinsel – Rhein () – Brühl – L 599 – L 597 in Schwetzingen-Oststadt – (Abzweig zur in Schwetzingen-Oststadt) – L 600 in Schwetzingen-Oststadt – L 544 in Oftersheim – in Plankstadt |
| L 631a | (L 631 in Hessen) – Landesgrenze – L 541 in Heddesheim – L 597 in Ladenburg |
| L 633a | L 590 in Schwarzach-Unterschwarzach – Schwarzach-Oberschwarzach – Neunkirchen – Neunkirchen-Neckarkatzenbach – Neckargerach-Guttenbach – in Neckargerach |
| L 634a | L 524 in Waldbrunn-Oberdielbach – Waldbrunn-Schollbrunn – L 527 in Neckargerach – in Neckargerach |
| L 635a | in Östringen – Östringen-Ulrichsbruch Siedlung – Östringen-Schindelberg – L 552 in Östringen-Odenheim – L 553 in Kraichtal-Menzingen |
| L 636a | in Obrigheim – in Diedesheim |
| L 637a | in Mannheim-Fahrlach/Mannheim-Oststadt – Mannheim-Neuostheim – (Abzweig zur in Mannheim-Neuostheim) – L 542 in Mannheim-Seckenheim – L 597 in Mannheim-Seckenheim – L 597 in Edingen-Neckarhausen-Neu-Edingen – Edingen-Neckarhausen-Edingen – in Heidelberg-Wieblingen – in Eppelheim |
| L 638a | L 556 in Waghäusel-Wiesental – L 560 |
| L 720a | L 1096 in Neudenau – Neuenstadt am Kocher-Stein am Kocher – L 1088 in Neuenstadt am Kocher-Kochertürn |
| L 722a | in Altlußheim-Lußhof – – Talhaus – |
| L 723a | in Hockenheim-Mörschhof – L 599 – Reilingen-Gemüsebau Großhans – – /L 598 in Walldorf – in Wiesloch – L 594 in Wiesloch – / in Rauenberg – / in Wiesloch |